# Zgliczyn Witowy
Zgliczyn Witowy – wieś sołecka w Polsce położona w województwie mazowieckim, w powiecie mławskim, w gminie Radzanów.
| SIMC    | Nazwa       | Rodzaj     |
| ------- | ----------- | ---------- |
| 0124469 | Agnieszkowo | przysiółek |
| 0124446 | Pietrzykowo | część wsi  |
| 0124452 | Wygoda      | część wsi  |

Wierni Kościoła rzymskokatolickiego należą do parafii św. Rocha w Radzanowie.
W latach 1975–1998 miejscowość administracyjnie należała do województwa ciechanowskiego.